# Medaglia Henry Draper
La medaglia Henry Draper (in inglese Henry Draper Medal) è un premio istituito dalla vedova di Henry Draper e consegnato sotto la supervisione dell'Accademia nazionale statunitense delle scienze per contributi nel campo dell'astrofisica.

## Cronotassi dei vincitori
- 1886 - Samuel Pierpont Langley
- 1888 - Edward Charles Pickering
- 1890 - Henry Augustus Rowland
- 1893 - Hermann Carl Vogel
- 1899 - James Edward Keeler
- 1901 - William Huggins
- 1904 - George Ellery Hale
- 1906 - William Wallace Campbell
- 1910 - Charles Greeley Abbot
- 1913 - Henri-Alexandre Deslandres
- 1915 - Joel Stebbins
- 1916 - Albert Abraham Michelson
- 1918 - Walter Sydney Adams
- 1919 - Charles Fabry
- 1920 - Alfred Fowler
- 1921 - Pieter Zeeman
- 1922 - Henry Norris Russell
- 1924 - Arthur Eddington
- 1926 - Harlow Shapley
- 1928 - William Hammond Wright
- 1931 - Annie Jump Cannon
- 1932 - Vesto Slipher
- 1934 - John Stanley Plaskett
- 1936 - Charles E. Mees
- 1940 - Robert Williams Wood
- 1942 - Ira Sprague Bowen
- 1945 - Paul Wilard Merrill
- 1947 - Hans Bethe
- 1949 - Otto Struve
- 1951 - Bernard Lyot
- 1955 - Hendrik Christoffel van de Hulst
- 1957 - Horace Welcome Babcock
- 1960 - Martin Schwarzschild
- 1963 - Richard Tousey
- 1965 - Martin Ryle
- 1968 - Bengt Edlén
- 1971 - Subrahmanyan Chandrasekhar
- 1974 - Lyman Spitzer
- 1977 - Arno Penzias e Robert Woodrow Wilson
- 1980 - William W. Morgan
- 1985 - Joseph Hooton Taylor
- 1989 - Riccardo Giovanelli e Martha P. Haynes
- 1993 - Ralph Alpher e Robert Herman
- 1997 - Bohdan Paczyński
- 2001 - R. Paul Butler e Geoffrey Marcy
- 2005 - Charles L. Bennett
- 2009 - Neil Gehrels
- 2013 - William J. Borucki
- 2017 - Barry Clark Barish e Stanley Ernest Whitcomb
- 2021 - Sheperd S. Doeleman e Heino Falcke